# Memoriale del genocidio di Nyamata
Il Memoriale del genocidio di Nyamata si trova intorno a un'antica chiesa nella città di Nyamata, a 30 km a sud di Kigali in Ruanda e commemora il genocidio ruandese del 1994. Vi sono sepolti i resti di 50000 persone.

## Posizione
Il memoriale si trova a Nyamata, a circa 30 km a sud di Kigali in Ruanda e commemora il genocidio ruandese del 1994. Questo memoriale è uno dei sei luoghi commemorativi nazionali in Ruanda che commemorano il genocidio ruandese. Gli altri sono il Centro commemorativo del genocidio di Murambi, il Centro commemorativo del genocidio di Bisesero, il Memoriale del genocidio di Ntarama, il Memoriale del genocidio di Kigali e il Memoriale di Nyarubuye. Ci sono oltre 250 luoghi commemorativi registrati che commemorano il genocidio in Ruanda. Questo insieme a quelli di Murambi, Bisesero e Kigali è stato iscritto nel 2023 nella lista dei patrimoni dell'umanità dell'UNESCO come parte della serie Siti memoriali del genocidio.

## Storia

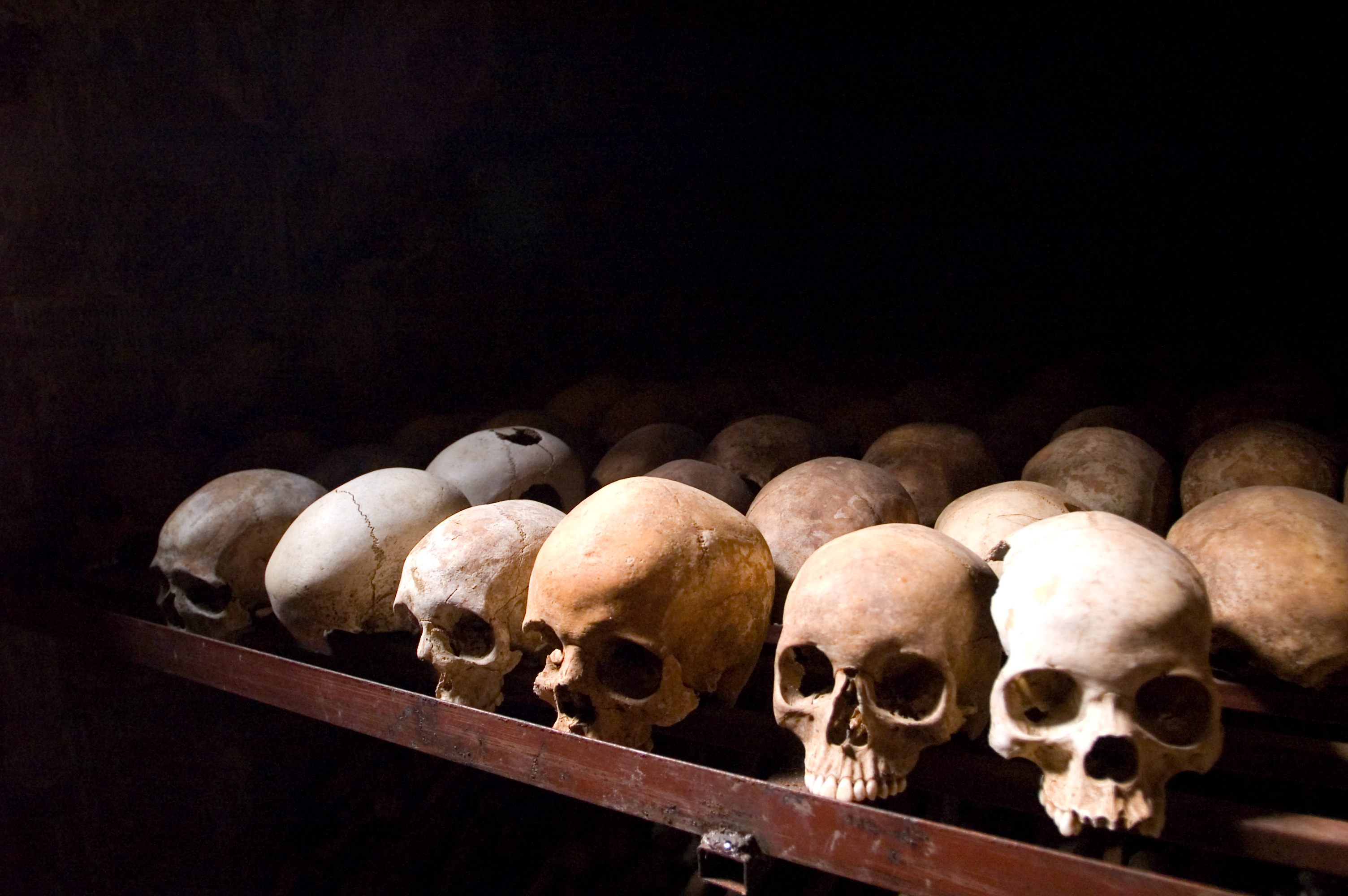
Teschi umani al memoriale del genocidio di Nyamata

Il genocidio del Ruanda ebbe inizio nell'aprile del 1994. Durante l'imperversare dei massacri, molti tutsi si radunarono nella chiesa al centro del sito, poiché le chiese erano considerate un luogo sicuro. Circa 10 000 persone si rifugiarono qui, rinchiudendosi dentro l'edificio per cercare di scampare alla morte. I muri della chiesa oggi mostrano come gli assalitori abbiano praticato dei buchi nelle pareti in modo che le granate potessero essere lanciate all'interno della chiesa. Successivamente le persone all'interno sono state uccise con colpi di arma da fuoco o con i machete. Il soffitto della chiesa presenta fori di proiettile e la tovaglia dell'altare è ancora macchiata di sangue. La maggior parte dei resti delle vittime furono sepolti, ma rimasero sparsi nell'edificio alcuni vestiti e documenti d'identità. Le carte d'identità erano l'unico mezzo per identificare le persone come Tutsi o Hutu.
Anche i residenti dei dintorni sono stati uccisi dopo il massacro della chiesa. Nel memoriale sono sepolti i resti di 50 000 persone.